# Jason Molina
Jason Andrew Molina, född 16 december 1973 i Oberlin, Ohio, död 16 mars 2013 i Indianapolis, Indiana, var en amerikansk singer/songwriter. Molina inledde sin musikaliska karriär under namnet Songs: Ohia. Från och med 2003 spelade han under eget namn eller Magnolia Electric Co. Han har samarbetat med bl.a. Bonnie "Prince" Billy och Alasdair Roberts (under namnet Amalgamated Sons of Rest), My Morning Jacket och Will Johnson (från bandet Centro-matic).

## Biografi
Molina föddes i Oberlin, Ohio men växte upp i Lorain i samma delstat. Efter att ha spelat bas i en mängd olika heavy metalband i och omkring Cleveland valde Molina att satsa på en egen solokarriär, där han rekryterade andra musiker efter behov. Han började göra egna demoinspelningar under olika artistnamn, till exempel Songs: Albian, Songs: Radix och Songs: Unitas, demoinspelningar som han sedan distribuerade under sina livespelningar.

### Songs: Ohia 1996-2003
Efter en rad byten valde Molina Songs: Ohia som sitt primära artistnamn. Han skulle komma att använda sig av detta namn under de nästkommande åtta åren. Molina var den enda stadigvarande medlemmen i Songs: Ohia.
Molinas första släpp som Songs: Ohia blev en 7":s vinylsingel, "Nor Cease Thou Never Now", utgiven på Will Oldhams skivbolag Palace Records. Denna åtföljdes av det självbetitlade albumet Songs: Ohia, bland fans kallat The Black Album. Skivan släpptes på den kanadensiska bolaget Secretly Canadian, ett bolag som Molina varit trogen alltsedan dess. Molina fortsatte därefter att släppa fullängdsalbum och singlar i rask takt, däribland Impala (1998) Axxess & Ace (1998) och The Ghost (1999). Skivorna uppmärksammades och Molina började få en allt större skara lyssnare i Europa, framförallt i Tyskland och Nederländerna.
Året 2000 släppte Molina tre skivor: The Lioness, Ghost Tropic och Protection Spells. The Lioness spelades in i Glasgow, Skottland tillsammans med Alasdair Roberts och medlemmar från Arab Strap. Protection Spells var ett album, limiterat till 500 exemplar, som såldes under Molinas turnéer. På det tredje albumet, Ghost Tropic, medverkade återigen Roberts, men också Mike Mogis.
2001 utkom Songs: Ohias första livealbum, Mi Sei Apparso Come Un Fantasma. Skivan, vars titel översatt till svenska betyder "Hon kom till mig som ett spöke", spelades in i Italien i september 2000. Av skivans åtta spår var fem sedan tidigare outgivna och saknade vid tidpunkten för inspelningen även låttitlar. Låttitlarna på de outgivna spåren publicerades i efterhand på Magnolia Electric Co:s hemsida.
Året 2002 spelades albumet Didn't It Rain in tillsammans med melemmar från bluegrassbandet Jim & Jennie & the Pinetops. Samma år utgavs flera EP-skivor, däribland Amalgamated Sons of Rest tillsammans med Will Oldham och Alasdair Roberts och en split-EP tillsammans med My Morning Jacket.
2003 års Magnolia Electric Co. blev det sista albumet under namnet Songs: Ohia. Albumets titel, som är densamma som det artistnamn Molina skulle komma att använda sig av efter Songs: Ohia, har lett till spekulationer huruvida skivan inte var tänkt som ett Songs: Ohia-släpp. Molina själv säger att han själv ville att Didn't It Rain skulle bli det sista Songs: Ohia-albumet, men att Secretly Canadian valde att även släppa Magnolia Electric Co. under namnet Songs: Ohia.

### Magnolia Electric Co. 2003-2013

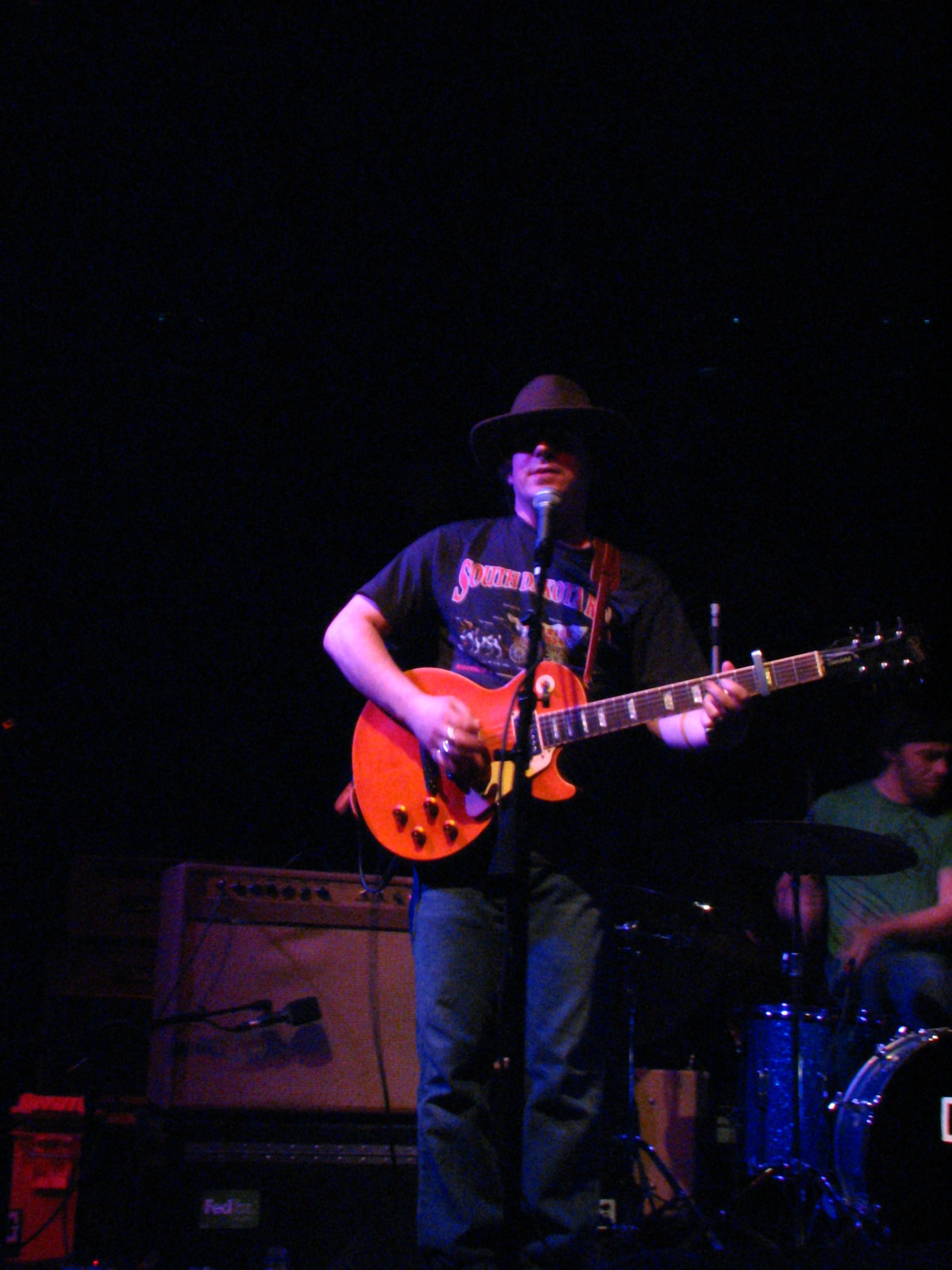
Jason Molina, 2007.

I mars 2003, mitt under en pågående turné, annonserade Molina att Songs: Ohia bytt namn till Magnolia Electric Co.. 2004 kom soloskivan Pyramid Electric Co., som egentligen var tänkt att utgöra en dubbelskiva tillsammans med 2003 års Magnolia Electric Co..
Det första släppet under namnet Magnolia Electric Co. blev 2005 års liveskiva Trials & Errors, inspelad i Belgien två år tidigare. Skivan åtföljdes av två studioalbum: 2005 års What Comes After the Blues och 2006 års Fading Trails. 2005 utgavs även EP:n Hard to Love a Man, vilken bl.a. inkluderar Warren Zevon-låten "Werewolves of London", en låt som ofta ingått i bandets liveuppträdanden.
Ännu en soloskiva, Let Me Go, Let Me Go, Let Me Go, utgavs 2006, vilken bestod av låtar inspelade 2004. Ljudmässigt innebar skivan en återgång till ett mer experimentellt sound, likt det som utmärkte skivorna Protection Spells, The Ghost och Pyramid Electric Co.. Let Me Go, Let Me Go, Let Me Go spelades in under tre dagar 2004 och låtarna spelades in en efter en i den ordning de skrevs. Enligt Molina själv skrevs ytterligare ett halvt dussin låtar som inte hamnade på skivan.
Sommaren 2007 släpptes boxen Sojourner, bestående av tre studioalbum och en EP inspelade vid fyra olika tillfällen. I boxen ingick även en affisch, vykort, en medaljong samt DVD-dokumentären The Road Becomes What You Leave.
2009 kom albumet Josephine, en tribut till bandets genom en brand omkomna basist Evan Farrell. Samma år släppte även Molina sina första 7" på flera år: EP:n It's Made Me Cry, vars intäkter gick till en minnesfond i Farrells namn och singeln Rider.Shadow.Wolf. Lite senare samma år utkom skivan Molina & Johnson tillsammans med Will Johnson från Centro-matic. I december 2009 meddelades att Molina var sjuk, varför den planerade USA- och Europaturnén blev inställd.
Den 26 oktober 2009 besökte Molina Daytrotter-studion där totalt sex låtar spelades in. Av dessa var två sedan tidigare outgivna: Warren Zevon-covern "Lawyers, Guns and Money" och "Devil Wings".
Molina har sagt att han har spelat in inte mindre än sex skivor sedan Sojourner, men att dessa fått vänta på att bli utgivna för att inte krocka med Josephine. Bland de outgivna skivorna finns en soloskiva (med andra musiker, dock inte de ordinarie medlemmarna i Magnolia Electric Co.), ett 10"-vinylabum samt ytterligare en soloskiva (denna gången utan medmusiker).
Långvarigt alkoholmissbruk ledde till att Molina 2009 försvann från rampljuset, även om han genomförde en spelning i London under våren 2010. Den 5 maj 2012 publicerade Molina ett öppet brev på sin hemsida med rubriken "kära vänner och familj". I brevet förklarade Molina att han tillbringat ett år på sjukhus, dock utan att specificera av vilken anledning. Han skrev även att han sakta började återhämta sig från sitt sjukdomstillstånd, men att progressionen gick sakta. Han tackade alla de som hjälpt honom ekonomiskt under hans sjukhusvistelse och skrev även att den sedan flera år tillbaka inspelade 10" Autumn Bird Songs planerades att ges ut i slutet av maj. Så blev inte fallet utan istället utkom skivan i september samma år.
Den 28 januari 2013 genomfördes en stödkonsert för Molina på Södra Teatern i Stockholm där bland andra The Tallest Man on Earth, I'm Kingfisher och Idiot Wind medverkade. All vinst från evenemanget gick oavkortat till Molina. Mindre än två månader senare, den 16 mars 2013, avled Jason Molina i organsvikt efter sitt alkoholmissbruk. Han blev 39 år.

## Diskografi

### Songs: Ohia
Album

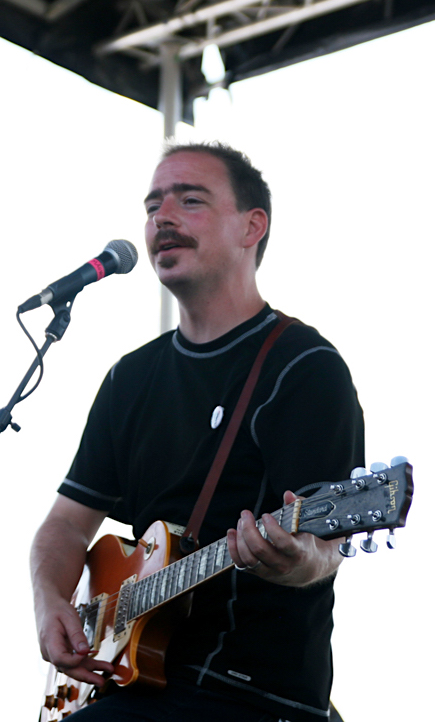
Jason Molina uppträder med Magnolia Electric Co. i Brooklyn, New York City, 2009

- 1997 Songs: Ohia (The Black Album)
- 1998 Impala
- 1998 Axxess & Ace
- 1999 The Ghost
- 2000 The Lioness
- 2000 Protection Spells
- 2000 Ghost Tropic
- 2001 Mi Sei Apparso Come Un Fantasma  (livealbum)
- 2002 Didn't It Rain
- 2003 Magnolia Electric Co.

EP
- 1997 Hecla & Griper
- 1998 Our Golden Ratio
- 2001 Howler
- 2001 Travels in Constants

Singlar
- 1996 "Nor Cease Thou Never Now"
- 1996 "One Pronunciation of Glory"
- 1999 "Untitled"
- 2002 "The Grey Tower"
- 2002 "Keep It Steady"

### Jason Molina
Album
- 2004 Pyramid Electric Co.
- 2006 Let Me Go, Let Me Go, Let Me Go

EP
- 2012 Autumn Bird Songs

Singlar
- 2004 "No Moon on the Water"

### Magnolia Electric Co.
Album
- 2005 Trials & Errors (livealbum)
- 2005 What Comes After the Blues
- 2006 Fading Trails
- 2007 Sojourner (Boxset)
- 2009 Josephine

EP
- 2005 Hard to Love a Man
- 2009 It's Made Me Cry

Singlar
- 2009 "Rider.Shadow.Wolf"

### Samarbeten
Album
- 2009 Molina & Johnson

EP
- 2002 Translation (split-EP med My Morning Jacket)
- 2002 Amalgamated Sons of Rest (med Will Oldham och Alasdair Roberts)

Singlar
- 1998 "Songs: Ohia/Appendix Out" (split-7" med Appendix Out)
- 1999 "Songs: Ohia/Oneida" (split-7 med Oneida)
- 1999 "Songs: Ohia/Rex" (split-7" med Rex)
- 2000 "Molina & Roberts" (7"-singel med Alasdair Roberts)
- 2000 "Songs: Ohia/Glen Hansard" (split-7" med Glen Hansard)
- 2001 "Songs: Ohia/Scout Niblett" (split-7" med Scout Niblett)